# Rue Galvani
Pour les articles homonymes, voir Galvani.
La rue Galvani est une voie du 17e arrondissement de Paris, en France.

## Situation et accès
La rue Galvani est une voie publique située dans le 17e arrondissement de Paris. Elle débute au 65, rue Laugier et se termine au 19, boulevard Gouvion-Saint-Cyr.

## Origine du nom

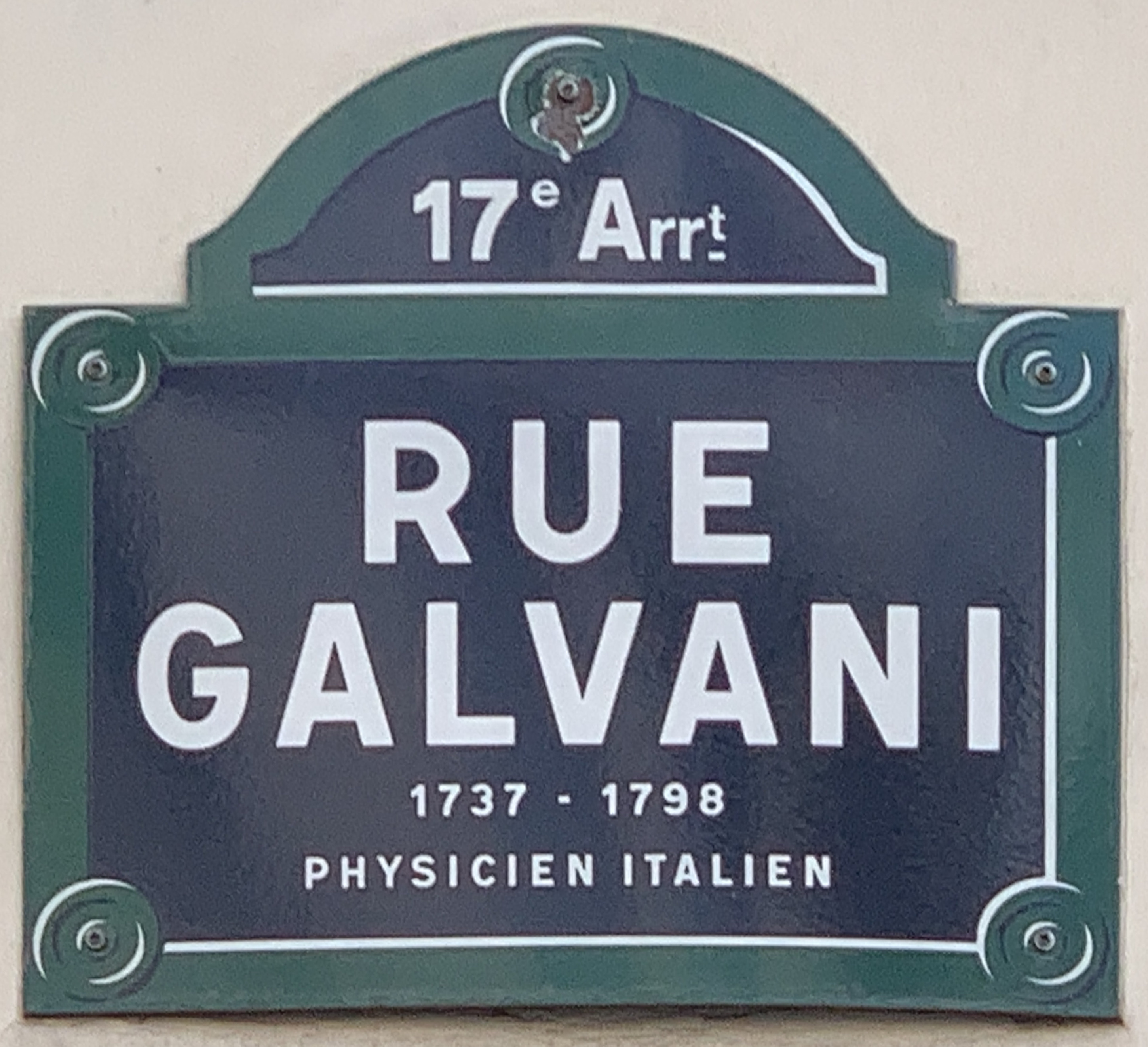
Plaque de la rue.

Elle porte le nom du physicien italien Luigi Galvani (1737-1798), l'un des inventeurs de la pile électrique.
Elle est dans le quartier où ont été groupés des noms de savants.

## Historique
La rue Saint-Claude, ancienne voie de la commune de Neuilly, est classée dans la voirie parisienne par un décret du 23 mai 1863 et prend sa dénomination actuelle par décret du 24 août 1864.
Au no 7, le sculpteur Raoul Verlet et son fils, le poète Paul Verlet, y ont habité.
Roger Féral y a vécu.